# Hypopyra sikhimensis
Hypopyra sikhimensis là một loài bướm đêm trong họ Erebidae.